# Leyla Onur
Pour les articles homonymes, voir Onur.
Leyla Onur, née le 8 janvier 1945 à Brunswick, en Basse-Saxe, est une femme politique allemande d'origine turque. 
Son père est venu en Allemagne en 1937 de Turquie pour y effectuer des études d'ingénieur, sa mère était une couturière allemande. Mariée, deux enfants, elle a été enseignante de 1971 à 1989. 
Membre du SPD depuis 1973, elle y a exercé diverses fonctions. Elle a siégé au conseil municipal de Brunswick de 1976 à 1989, dont les trois dernières années en tant que « seconde bourgmestre ». De 1989 à 1994, elle a  siégé au Parlement européen, et ensuite au Bundestag, où elle a été réélue en 1998, les deux fois au scrutin majoritaire à un tour dans une circonscription qui compte peu d'électeurs d'origine turque et qui, avant 1994, était détenue par la droite. En 1998, elle a amélioré son score et obtenu la majorité absolue. Elle a décidé de ne pas se représenter en 2002, « pour me consacrer à plein temps à mon métier de grand-mère ».